# 沃索鎮區 (明尼蘇達州古德休縣)
沃索鎮區（英語：Warsaw Township）是位於美國明尼蘇達州古德休縣的一個行政鎮區。

## 地方資料
沃索鎮區的面積為89.50平方千米，當中陸地面積為89.50平方千米，而水域面積為0.00平方千米。根據2020年美國人口普查的數據，當地共有人口598人，而人口密度為每平方千米6.68人。